# محمية أوغندا
كانت الحماية البريطانية على أوغندا محمية تابعة للإمبراطورية البريطانية من عام 1894 وحتى عام 1962. في عام 1893، نقلت الشركة الإمبراطورية البريطانية في شرق أفريقيا حقوق إدارتها للأراضي التي تتكون بشكل أساسي من مملكة بوغندا إلى الحكومة البريطانية.
أُنشئت محمية أوغندا في عام 1894، وامتدت الأراضي إلى ما وراء حدود بوغندا إلى منطقة توازي تقريبًا منطقة أوغندا الحالية.

## خلفية تاريخية

### الحرب الأهلية
في منتصف الثمانينيات من القرن التاسع عشر، قُسمت مملكة بوغاندا بين أربعة فصائل دينية -وهم أتباع ديانة بوغندا الأصلية والكاثوليك والبروتستانت والمسلمين- تنافس كل منها على السيطرة السياسية. في عام 1888، أطيح بموانجا الثاني في انقلاب قاده الفصيل المسلم، الذي نصّب كاليما زعيمًا. في العام التالي، تشكل اتحاد بروتستانتي وكاثوليكي لإقالة كاليما وإعادة موانجا الثاني إلى السلطة. أمّن هذا الاتحاد تحالفًا مع الشركة الإمبراطورية البريطانية في شرق أفريقيا، ونجح في إسقاط كاليما وإعادة تنصيب موانجا في عام 1890.
أرسلت الشركة الإمبراطورية البريطانية في شرق أفريقيا فريدريك لوغارد إلى بوغندا في عام 1890 بصفته ممثلًا رئيسيًا لها وللمساعدة في الحفاظ على السلام بين الفصائل المتنافسة. في عام 1891، أبرم موانجا معاهدة مع لوغارد سيضع فيها موانجا أراضيه والدول التابعة لها تحت حماية الشركة الإمبراطورية البريطانية في شرق أفريقيا.
في عام 1892، بعد كبح سلطة الفصيل المسلم، استأنف البروتستانت والكاثوليك نضالهم من أجل السيادة مما أدى إلى نشوب حرب أهلية. في ذات العام، مددت الحكومة البريطانية دعمها لإبقاء الشركة الإمبراطورية البريطانية في شرق أفريقيا في بوغندا حتى عام 1893. على الرغم من المعارضة القوية للانخراط في بوغندا، شعرت الحكومة أن سحب النفوذ البريطاني سيؤدي إلى نشوب حرب بالإضافة إلى أن التهديد الناجم عن وجود زميل أوروبي قوي متحالف مع ألمانيا يتعدى حدود مناطق النفوذ البريطاني في عام 1890.

## الحكم البريطاني

### الفترة بين عامي 1894-1901
عززت اتفاقية أوغندا لعام 1900 قوة الوكلاء البروتستانت الكبار الذين يُطلق عليهم اسم «باكونجو» إلى حد كبير، والذين يقودهم كاغوا. أرسلت لندن عددًا قليلًا من المسؤولين لإدارة البلاد، معتمدين في المقام الأول على وكلاء «الباكونجو» الكبار. كانوا مفضّلين لعقود من الزمان بسبب مهاراتهم السياسية، ولاعتناقهم الديانة المسيحية، وعلاقاتهم الودية مع البريطانيين، وقدرتهم على تحصيل الضرائب، وقرب إنتيبي (العاصمة الأوغندية) من عاصمة بوغندا. بحلول العشرينيات من القرن العشرين، كان المسؤولون البريطانيون أكثر ثقة وأقل حاجة إلى الدعم العسكري أو الإداري. فرض المسؤولون الاستعماريون الضرائب على النقود التي يجنيها الفلاحون من المحاصيل التي ينتجوها. كان هناك استياء شعبي في بوغندا، مما أضعف موقف قادتهم. في عام 1912، انتقل كاغوا نحو ترسيخ قوة «الباكونجو» عن طريق اقتراح «لوكيكو» (برلمان) ثانٍ لبوغاندا مع تعيين نفسه رئيسًا وتعيين «الباكانجو» بصفتهم نوعًا من الأرستقراطية الوراثية. اعترض المسؤولون البريطانيون على الفكرة عندما اكتشفوا المعارضة الشعبية واسعة النطاق لها. بدلًا من ذلك، بدأ المسؤولون البريطانيون بعض الإصلاحات وحاولوا جعل «اللوكيكو» جمعية تمثيلية حقيقية.
على الرغم من إحداث تغيير أساسي خلال الحقبة الاستعمارية في أوغندا، فإن بعض خصائص المجتمع الأفريقي في أواخر القرن التاسع عشر بقيت لتعاود الظهور في وقت الاستقلال. شكّل وضع أوغندا باعتبارها محمية نتائج مختلفة بشكل كبير عن المنطقة التي أصبحت مستعمرة مثل كينيا المجاورة، بقدر ما احتفظت أوغندا بدرجة من الحكم الذاتي، فإنه كان ليكون محدودًا تحت الإدارة الاستعمارية.

### الإداريين في أوغندا
عرض البوغنديون على الفور خدماتهم للبريطانيين بصفتهم إداريين على جيرانهم الذين تعرضوا للغزو مؤخرًا، وهو عرض كان جذابًا للإدارة الاستعمارية ذات التوجه الاقتصادي. انتشر عملاء بوغندا بصفتهم محصلي ضرائب محليين ومنظمين عمال في مناطق مثل كيغيزي ومبالي وبونيورو بشكل ملحوظ. استاء الشعب الذي كان تحت سلطة الإداريين من هذا الاستعمار الفرعي ومن شوفونية غاندا الثقافية.
أينما حلّوا، أصر البوغنديون على الاستخدام الحصري للغتهم، اللوغندية، وزرعوا الموز باعتباره الطعام المناسب الوحيد الذي يستحق الأكل. اعتبروا لباسهم التقليدي -العباءات القطنية الطويلة التي تسمى كانزوز- أنه حضري. كان كل شيء آخر بربريًا. شجعوا أيضًا عمل البعثة وشاركوا فيها، في محاولة لتحويل السكان المحليين إلى ديانتهم سواء كانت المسيحية أو الإسلام. في بعض المناطق، ساعدت ردود الفعل الناتجة عن ذلك في تزايد التنافس الديني – على سبيل المثال، كسب الكاثوليك الأشخاص الذين بدلوا ديانتهم في المناطق التي كان الحكم الغاشم فيه يقوده زعيم بوغندي بروتستانتي.